# Stephanie Kürten
Stephanie „Steffi“ Kürten, gsch. Wartosch-Kürten, (* 12. November 1978 in Düsseldorf) ist eine ehemalige deutsche Eishockeytorhüterin bzw. -stürmerin, die mit der deutschen Frauen-Nationalmannschaft an den Olympischen Winterspielen 2002 und 2006 teilgenommen hat. Zusammen mit ihren zwei Schwestern Sabine und Sandra sowie ihrem Vater Peter Kürten gewann sie mehrere deutsche Meisterschaften mit der ESG Esslingen und dem TV Kornwestheim.

## Karriere
In ihrer langen Karriere erreichte sie mehrere Deutsche Meistertitel und spielte bei den Olympischen Winterspielen 2002 (in Salt Lake City) und 2006 (in Turin) für Deutschland. Ihre Vereine waren EHC Eisbären Düsseldorf, Neusser EC, ESG Esslingen, EV Füssen Jugend, TV Kornwestheim und OSC Berlin-Schöneberg.
Neben dem Eishockeysport spielte sie Inlinehockey (mit dem Puck) und Inline-Skaterhockey (Ball) für den VT Zweibrücken und den TV Kornwestheim. Mit der Mannschaft aus Zweibrücken wurde sie mehrfach deutsche Meisterin, Pokal- und Europapokalsiegerin.
Zwischen 2003 und 2005 nahm sie mit der deutschen Inlinehockey-Nationalmannschaft an drei Weltmeisterschaften teil.
Im Januar 2007 wechselte sie von der Torhüter- auf die Stürmerposition, um sich erneut für den Eishockeysport zu motivieren. Bis zum Ende ihrer ersten Feldspielersaison erzielte sie in 9 Parteien jeweils 5 Tore und 5 Assists.
Zwischen 2010 und 2012 ließ sie ihre Karriere bei der ESG Esslingen ausklingen, wo sie erneut mit ihrer Schwester Sabine zusammen spielte. 2014/2015 spielte nochmal für die Bitiegheimer Damen.

## Sportliche Erfolge
- Deutsche Meisterschaften
  - 1995 – 1. Platz
  - 1996 – 1. Platz
  - 1997 – 1. Platz
  - 1998 – 1. Platz
  - 2001 – 1. Platz
  - 2002 – 1. Platz
  - 2003 – 1. Platz
  - 2004 – 1. Platz
  - 2005 – 2. Platz
  - 2006 – 1. Platz
  - 2007 – 1. Platz

Sie bestritt 157 internationale Einsätze.

## Karrierestatistik
(Legende zur Torhüterstatistik: GP oder Sp = Spiele insgesamt; W oder S = Siege; L oder N = Niederlagen; T oder U oder OT = Unentschieden oder Overtime- bzw. Shootout-Niederlage; Min. = Minuten; SOG oder SaT = Schüsse aufs Tor; GA oder GT = Gegentore; SO = Shutouts; GAA oder GTS = Gegentorschnitt; Sv% oder SVS% = Fangquote; EN = Empty Net Goal; 1 Play-downs/Relegation; Kursiv: Statistik nicht vollständig)

### Als Feldspielerin
(Legende zur Spielerstatistik: Sp oder GP = absolvierte Spiele; T oder G = erzielte Tore; V oder A = erzielte Assists; Pkt oder Pts = erzielte Scorerpunkte; SM oder PIM = erhaltene Strafminuten; +/− = Plus/Minus-Bilanz; PP = erzielte Überzahltore; SH = erzielte Unterzahltore; GW = erzielte Siegtore; 1 Play-downs/Relegation; Kursiv: Statistik nicht vollständig)